# 紐伯恩鎮區 (堪薩斯州迪金森縣)
紐伯恩鎮區（英語：Newbern Township）為美國堪薩斯州迪金森縣轄下的鎮區。2010年美国人口普查中此鎮區人口有326人。

## 地理
紐伯恩鎮區涵蓋總面積為94.5平方（36.50平方英里），其中陸地面積為94.4平方（36.44平方英里），水域面積為0.16平方（0.06平方英里）或0.16%。海拔高度369（1,211英尺）。

## 人口統計
根據2010年美國人口普查，紐伯恩鎮區人口有326人，其中男性有168人，女性有158人，人口密度為每平方公里3.45人，住房計139戶。鎮區內的白人有321人，非裔美國人有1人，美洲原住民有0人，亞裔美國人有1人，太平洋島裔美國人有0人，其他種族有0人，混血種族則有3人。此外鎮區內有5人為西班牙裔或拉丁裔美國人。此鎮區之年齡中位數為48.2歲，而男性年齡中位數為48.3歲，女性年齡中位數為48.2歲。

## 交通

### 主要公路
- 15號堪薩斯州州道